# Антон Росетти
Антон Росетти (молд. Антоние Русет) — господарь Молдавского княжества с 10 ноября 1675 по ноябрь 1678 года.
Род Росетти — греко-левантинского, восточносредиземноморского происхождения. Возможные написания фамилии — Русе (Ruset), Русет (Ruset), Русетти (Rusetti), Росетти (Rosetti) и другие.
Антон Росетти — сын Лазаря (Ласкариса) Росетти и Беллы, дочери Андроника Кантакузена.
Молдавский боярин, грек по происхождению. 29 марта 1677 года перенёс резиденцию Митрополии Молдавии и Буковины из Сучавы в Яссы, следуя византийской традиции, согласно которой духовная и светская власть должны располагаться в одном и том же городе. Реставрировал господарскую церковь в Яссах, возвёл возле неё гигантский каменный крест с надписями на кириллице. В 1906 году этот крест был перевезён в Бухарест, где находится и по сей день.